# Teatrul evreiesc „Pomul Verde” din Iași

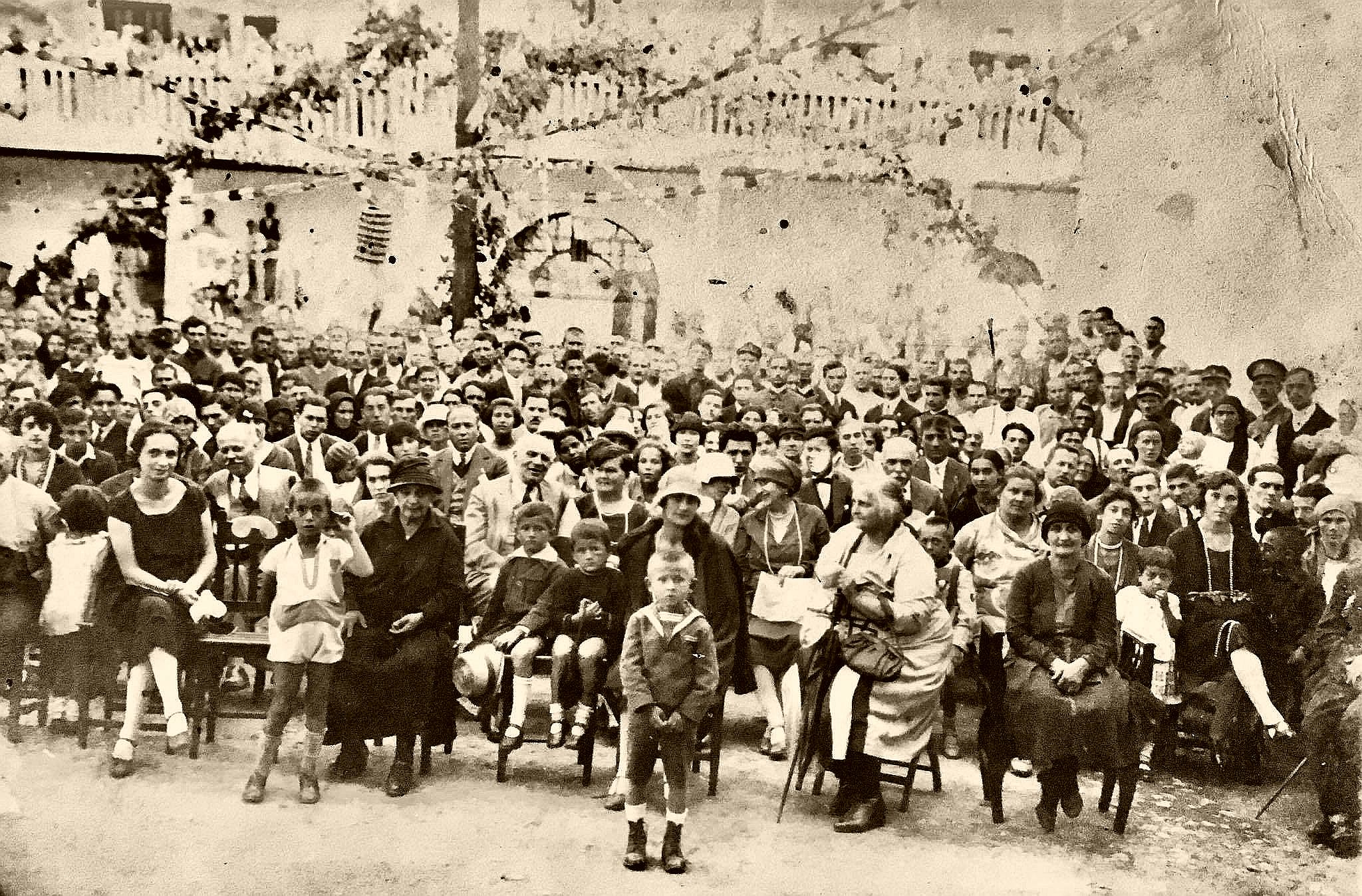
Imagine din grădina Teatrului „Pomul Verde” din Iași

Teatrul evreiesc „Pomul Verde” a fost un teatru evreiesc de limbă idiș fondat în anul 1876 de Avram Goldfaden în orașul Iași.

## Istoric
Părintele acestui teatru este Avram (Abraham sau Avraham) Goldfaden, scriitor și dramaturg originar din Ucraina, venit la Iași pentru a înființa o gazetă. 
În primăvara anului 1875, Șimen Mark inaugura grădina sa de vară din Ulița Mare, un eveniment care avea să atragă rapid atenția publicului ieșean. În acest spațiu, aveau loc concerte susținute de „talentații cântăreți din Brod – oraș din Polonia, cel mai faimos dintre ei fiind Berl Broder, urmat de Israel Grodner, care inițiase o mică trupă și interpreta cântece hasidice, dar și unele în gen dialog”.
De asemenea, o trupă de comedieni venită din Odesa contribuia la efervescența artistică a locului, sporind și mai mult interesul comunității. Grădina de vară a lui Șimen Mark a fost subiectul a numeroase articole și cronici, unele elogioase, altele critice, însă toate contribuind, într-un fel sau altul, la notorietatea sa. Ulterior, locația a fost mutată în vadul vechiului Casino de Viena, pe strada Primăriei, fiind redenumită Casino „La Pomul Verde”. Într-un Iași plin de forfotă și diversitate culturală, spre sfârșitul secolului al XIX-lea, grădina de vară a lui Șimen Mark devenise locul de întâlnire al celor dornici de distracție, muzică și spectacol. Aici, sub bolta de frunziș și lumina felinarelor ce pâlpâiau odată cu freamătul serilor moldave, se adunau negustori, artiști ambulanți, muzicanți și iubitori ai scenei. În mijlocul acestei efervescențe, și-a făcut apariția un tânăr vizionar, pasionat de teatru și dornic să creeze ceva nou: Avram Goldfaden. 
Un alt factor esențial în apariția și dezvoltarea teatrului evreiesc a fost evoluția literaturii idiș, la care au contribuit scriitori importanți ca Mendele Moher Sfarim, Șalom Aleihem, Isaac Leib Peretz, Moris Wincevski și alții. Teatrul „Pomul Verde” a fost cunoscut pentru repertoriul său diversificat, care includea atât comedii, drame, operete și piese inspirate din literatura evreiască, dar și din tradițiile și folclorul evreiesc. O piesă de teatru cunoscută a fost Șeherezada de Avram Goldfaden, una dintre celebrele sale operete cu influențe orientale, ce reflectă tradițiile și mitologia evreiască. Această piesă a fost jucată de mai multe ori la Pomul Verde și a contribuit la consolidarea reputației teatrului.
Succesul teatrului „Pomul Verde” a inspirat înființarea altor teatre evreiești în întreaga lume. După închiderea teatrului de la Iași, actorii și regizorii formați aici au dus tradiția mai departe în marile orașe europene, precum Varșovia, Odesa, Viena și Moscova, dar și în Statele Unite ale Americii. În special în New York, pe Second Avenue, s-a dezvoltat o puternică scenă de teatru idiș, datorită influenței teatrului fondat de Goldfaden. Teatrul „Pomul Verde” din Iași a reprezentat un moment definitoriu în evoluția teatrului evreiesc modern, constituind un spațiu inovator în care s-au pus bazele unei tradiții culturale durabile. Avram Goldfaden, fondatorul acestuia, nu doar că a revoluționat arta dramatică în limba idiș, dar a reușit și să creeze o platformă de exprimare artistică și identitară pentru comunitatea evreiască. Influența acestui teatru a depășit granițele României, contribuind la dezvoltarea mișcării teatrale evreiești la nivel internațional. 
Deși edificiul inițial nu mai există, moștenirea sa culturală și artistică rămâne un punct de referință în istoria teatrului. Deși clădirea originală a teatrului Pomul Verde nu mai există, moștenirea sa este păstrată prin monumente, comemorări și evenimente culturale. În Iași, pe locul fostului teatru, a fost amplasat un obelisc comemorativ, cu inscripția: „Aici a ființat primul teatru evreiesc din lume (Pomul Verde), întemeiat în 1876 de Avram Goldfaden”.

Obeliscul amplasat în locul Teatrului evreiesc Pomul Verde Iași

De asemenea, la centenarul înființării teatrului, în 1976, a fost dezvelit un bust al lui Avram Goldfaden în fața fostei grădini Pomul Verde, marcând contribuția acestuia la cultura evreiască.